# فيليبي سيرفيرا
فيليبي سيرفيرا هو سياسي مكسيكي، ولد في 1 ديسمبر 1975 في ماردة في المكسيك. نشط حزبياً في الحزب الثوري المؤسساتي. وقد انتخب عضو مجلس النواب المكسيك ‏.